# Thabit ibn Qurra
Al-Ṣābiʾ Thābit ibn Qurra al-Ḥarrānī (în arabă: ثابت بن قرة‎, în latină: Thebit/Thebith/Tebit;n. 826 – d. 18 februarie 901), prescurtat Thābit ibn Qurra, a fost un matematician, fizician, astronom și traducător arab din epoca de aur a islamului.
A adus numeroase contribuții în algebră, geometrie și astronomie.
Astfel, a fost unul dintre primii critici și reformatori ai sistemului geocentric al lui Ptolemeu și este considerat unul dintre întemeietorii staticii.

## Biografie
S-a născut în orașul Harran din Mesopotamia, centru religios al sabeenilor. 
A studiat la una din acele Case ale Înțelepciunii, prestigioasă instituție de învățământ specifică acelei epoci.
A murit la Bagdad, unde a petrecut cea mai mare parte a vieții.

## Contribuții

### Traducător
La Bagdad a condus o școală de traducători.
Limba sa maternă a fost siriana, care era un dialect al celei aramaice.
A tradus din greacă autori ca: Apoloniu din Perga, Arhimede, Euclid și Ptolemeu.
A revizuit traducerea Elementelor lui Euclid și a lucrării Almagesta a lui Ptolemeu, traduceri efectuate inițial de Hunayn ibn Ishaq.
Metoda lui Arhimede de construcție a heptagonului regulat nu ar fi supraviețuit timpului dacă nu exista versiunea tradusă de Thabit ibn Qurra.

### Matematică
A descoperit formula de formare a numerelor prietene, formulă preluată ulterior de Pierre Fermat și publicată fără demonstrație de René Descartes (1638).
A acordat o atenție deosebită teoriei rapoartelor compuse și s-a ocupat de rezolvarea ecuațiilor de gradul al III-lea prin metode geometrice.
A exprimat teorema sinusurilor pentru triunghiul dreptunghic.
De asemenea, în lucrările sale a tratat secțiunile conice, cuadratura segmentului de parabolă, a calculat volumul mai multor corpuri de revoluție, a dat ecuația relativă la heptagon:
{\displaystyle y^{3}+y^{2}-2y-1=0.\!}

### Astronomie
Lui Thabit ibn Qurra i se atribuie teoria medievală conform căreia precesia echinocțiilor suferă o oscilație deși acest fenomen fusese deja descris de Theon din Alexandria în comentariile sale la tabelele lui Ptolemeu.
Nicolaus Copernic susține că, dintr-un text tradus în latină și atribuit lui Thabit ibn Qurra, reiese că învățatul arab ar fi dedus lungimea anului sideral ca fiind de 365 de zile, 6 ore, 9 minute și 12 secunde (deci cu o eroare de 2 secunde).
Thabit ibn Qurra a publicat o serie de observații privind Soarele.

## Scrieri
Opera sa principală este Kitāb el Karstun ("Cartea despre balanța romană"), de la care a supraviețuit versiunea în manuscris sub titlul Liber Karastonis din secolul al XII-lea.

## Posteritatea
Unul din marii săi succesori în domeniul științei este Al-Battani.
De asemenea, fiul său, Sinan ibn Thabit, și nepotul său, Ibrahim ibn Sinan, au fost valoroși matematicieni ai spațiului islamic al acelei perioade.
Un crater lunar îi poartă numele latinizat: Thebit.